# 대한민국 대 알제리 (2014년 FIFA 월드컵)
2014년의 대한민국 대 알제리는 일명 알제리 쇼크라는 이름으로도 알려진 2014년 FIFA 월드컵의 경기로, 대한민국 축구 국가대표팀이 2014년 FIFA 월드컵 조별리그 H조에서 알제리에 충격적인 패배를 당한 경기를 일컫는다. 대한민국의 이 패배는 1996년 AFC 아시안컵의 이란전 2-6 패배, 1998년 FIFA 월드컵의 네덜란드전 0-5 패배, 2001년 FIFA 컨페더레이션스컵의 프랑스전 0-5 패배 이후 최악의 경기로 남게 되었으며, 알제리에게는 영광스러운 승리로 남게 되었다. 그리고 대한민국은 이 경기 이후 벨기에한테도 0-1로 패배해 결국 H조 최하위를 기록하여 조별리그에서 탈락하고 말았다.

## 경기 전 상황
대한민국 축구 국가대표팀과 알제리 축구 국가대표팀 간 첫 번째 월드컵 맞대결이자 2번째 A매치 맞대결이다. 두 팀은 1985년에 처음으로 A매치를 치렀는데 이 때는 대한민국이 알제리를 2 : 0으로 이겼다. 고로 역대 전적은 1전 1승으로 대한민국의 우세였다. 당시 대한민국 축구 국가대표팀은 지역예선에서부터 롤러코스터 같은 행보를 보였는데 2차 예선 레바논 원정 경기에서 레바논에 1 : 2로 패배하는 이른바 레바논 쇼크를 당하며 최종예선도 못 가고 탈락할 위기에 놓였다. 결국 이 여파로 당시 대표팀 감독이었던 조광래가 경질되고 전북 현대 모터스 감독이었던 최강희가 급히 소방수로 투입되었다. 최강희 감독은 마지막 경기에서 쿠웨이트를 2 : 0으로 꺾고 가까스로 최종예선에 진출시켰다. 그러나 최 감독은 부임 당시 "나는 최종예선까지만 팀을 맡겠다."고 자신의 임기를 스스로 정했다. 이것은 곧 최종예선 말미에 악재로 돌아왔다. 최종예선에서도 한국은 롤러코스터 같은 행보로 불규칙한 레이스를 치렀고 우여곡절 끝에 4승 2무 2패(승점 14점)를 기록해 우즈베키스탄과 승점이 같았으나 골 득실에서 1골이 더 앞서 가까스로 본선 진출에 성공했다. 그러나 워낙 살얼음판을 딛듯 본선에 올랐고 이란에 2번이나 진 것도 모자라 상대 감독인 카를로스 케이로스에게 주먹감자를 당하는 수모를 겪어 한국 축구팬들의 자존심이 많이 상했다. 거기다 기성용과 윤석영의 최강희 감독 SNS 조롱 파동까지 터져 내분이 격화되었다.
최강희 감독의 뒤를 이어 홍명보가 대표팀 감독으로 부임했다. 그러나 홍명보 역시 월드컵 전 평가전에서 별로 좋은 모습을 못 보여주어 팬들의 기대를 충족시키지 못했다. 그리고 2013년 12월, 조 추첨에서 한국은 비교적 최상의 조 편성을 받았다. 한국은 당시 포트 3에 속했는데 조 추첨 결과 톱 시드 팀들 중에서 콜롬비아, 스위스와 함께 비교적 약하다는 평을 받은 벨기에 그리고 포트 2에서는 역시 최약체로 불렸던 알제리가 마지막으로 톱 시드를 받지 못한 유럽 팀들이 속한 포트 4에선 역시 그나마 좀 해볼 만하다는 평을 받은 러시아와와 함께 H조에 속했다. 물론 아주 쉬운 조라고 할 수는 없겠지만 이전의 조 편성과 비교해 보면 굉장히 난이도가 수월하긴 했다. 그래서 조 1위도 가능하다는 전망도 나왔었다.
하지만 최종 엔트리가 나오면서 한국 축구팬들은 급격히 실망에 빠졌다. 2014년 5월 초에 홍명보 감독이 발표한 엔트리에는 2012년 런던 올림픽 당시 동메달을 땄던 멤버 대부분이 포진해 있었다. 그런데 문제는 이들 대부분이 소속팀에서 주전을 잡지 못하고 밀려나 실전 감각이 매우 둔화된 상태였다는 것이다. 특히 그 중에서도 공격수 박주영은 소속팀 아스널 FC로 이적한 후 아르센 벵거 감독의 신임을 받지 못해 2년 넘게 벤치만 달구었고 왓포드 FC로 이적한 후에도 단 1경기에 출장한 후 봉와직염으로 인해 역시 경기를 못 뛴 상태였다. 이렇게 실전 감각이 저하된 공격수를 선발했으니 당연히 여론은 매우 악화되었고 '의리축구'라는 조롱까지 나왔다. 특히 홍명보 감독은 취임 초기에 "소속팀에서 활약하는 선수들을 위주로 선발하겠다."는 원칙을 밝혔는데 이 최종 엔트리는 자신이 내세운 원칙을 스스로 깨버린 것이었다. 이에 홍 감독도 스스로 자신이 원칙을 깼음을 시인하며 모든 이들을 만족시킬 수 있는 선택을 할 수 없었다고 밝히며 결과로서 증명하겠다고 포부를 밝혔다. 그러나 한 번 등을 돌린 여론은 더욱 악화되어갔다.
아니나 다를까 월드컵 직전 2차례 평가전에서 홍명보호에 치명적인 경고음이 들렸다. 알제리 대비 모의고사로 또 대회 출정식을 겸해서 치른 튀니지와의 평가전이 바로 그 첫 번째 경고였다. 당시 튀니지는 새 감독이 막 부임한 상태였고 최종예선 탈락한 이후 팀 리빌딩을 하고 있는 과정에 있었다. 그래서 당연히 이길 것이라는 예측이 지배적이었다. 그러나 한국 대표팀은 무의미한 볼 점유율에만 집착해 전혀 위협적인 장면을 만들지 못했고 오히려 전반 44분, 튀니지 공격수 다우하디의 단독 돌파에 속절없이 무너지며 선제골을 허용했다. 후반전에도 한국은 이렇다 할 골 찬스를 만들지 못했고 그대로 0 : 1로 패배했다. 물론 국내 여론은 매우 악화되다 못해 폭발 직전까지 갔으며 홍명보 감독은 여론의 십자포화를 맞았다. 특히 홍명보가 그렇게 무리수를 두면서까지 뽑았던 박주영은 경기 내내 침묵하며 한국 축구팬들의 골머리를 아프게 했다. 그럼에도 불구하고 홍명보는 "박주영은 움직임과 컨디션적인 면에서 문제가 없다는 것을 확인했다."는 발언을 해 다시 한 번 팬들의 속을 뒤집어놓았다. 일부 언론은 이 날 박주영의 경기력을 어떻게든 좋게 포장해주려고 애썼지만 물론 이 말에 수긍하는 이는 거의 없었다. 일반 축구팬들조차도 지적한 박주영의 실전 감각 저하가 명백히 드러났기 때문이었다.
6월 초, 미국에서 열린 가나와의 평가전은 더 최악이었다. 팀의 조직력은 온데간데 없이 우왕좌왕했고 볼 점유율만 쓸데없이 높았다. 그렇게 볼을 오랫동안 소유했는데 어떠한 성과가 있었느냐하면 그것도 아니었다. 애초부터 그 볼 점유율의 대부분은 백패스와 횡패스 같이 무의미한 볼 돌리기를 해서 얻은 볼 점유율이었으니까. 오히려 가나가 적게 볼을 소유하고도 효율적인 속공으로 득점을 올리며 더 좋은 축구를 했다. 결국 경기 결과 0 : 4로 대패했다. 이제 한국 축구팬들은 절망과 체념에 빠졌고 월드컵에 대한 기대를 완전히 버렸다. 3전 전패할 것이란 예상이 주를 이룰 정도로 기대치가 매우 낮아져 있었다. 그리고 가나와의 경기를 앞두고 전력 노출을 꺼리기 위해 등 번호 바꾸기 트릭을 감행하자 한국 축구팬들은 저런 허접한 트릭도 트릭이라고 하냐는 식으로 비웃을 정도였다. 어쨌든 이렇게 팬들에게 가장 기대를 못 받은 대표팀은 결전의 땅 브라질로 향했다.
그리고 먼저 열린 벨기에와 알제리의 경기에서 알제리가 의외로 선제골을 뽑아내며 벨기에를 상대로 좋은 경기력을 보였다. 그러나 후반전에 벨기에가 193cm의 장신 미드필더 마루앙 펠라이니를 투입해 공중볼 위주의 공격을 감행하자 키가 작아 높이 싸움에서 불리했던 알제리 수비수들이 맥없이 무너지며 결국 1 : 2 역전패를 당했다. 그 다음 날 한국과 러시아의 경기가 열렸다. 한국 축구팬들은 반쯤 기대를 버리고 경기를 봤으나 의외로 한국은 짜임새 있는 수비로 잘 버텨내며 전반전을 0 : 0으로 마쳤다. 그리고 후반전에 교체 투입된 이근호가 선제골을 뽑아내며 1 : 0으로 앞서갔다. 하지만 6분 후 러시아의 공격 찬스에서 오프사이드 어필을 하다가 알렉산드르 케르자코프의 움직임을 놓치며 동점골을 허용해 1 : 1로 아쉽게 비겼다. 하지만 3전 전패를 예상했던 것과 달리 의외로 좋은 모습을 보여 혹시 지난 2010년 FIFA 월드컵 때 대반전을 일으켰던 오카다 다케시 감독의 일본 축구 국가대표팀과 같은 기적이 일어나는 게 아닌가 하는 기대가 일었다.
1차전 결과 1승을 거둔 벨기에가 조 1위로 앞서 나갔고 대한민국과 러시아가 1무로 공동 2위, 1패를 기록한 알제리가 조 최하위로 처졌다. 그리고 2차전에서 벨기에가 러시아를 1 : 0으로 이겨 벨기에는 2연승을 달려 조 1위 자리를 굳혔다. 이제 한국으로서는 2차전에서 알제리를 잡기만 하면 3차전에서 벨기에와 비기기만 해도 16강에 올라갈 수 있는 유리한 고지를 잡게 되었다. 한편, 알제리는 한국과의 경기에서마저 패배하면 그 즉시 탈락이 확정되는 백척간두의 위기에 몰렸다. 2010년 FIFA 월드컵 때부터 4경기 연속으로 단 1승도 거두지 못한 알제리로서는 반드시 이 경기를 잡아야 했다. 이에 알제리의 바히드 할릴호지치 감독은 1차전 벨기에전과 비교해서 무려 5명이나 라인업을 교체하는 초강수를 두었다. 대체로 공격적인 성향의 선수들이 많이 투입되었는데 한국을 반드시 잡겠다는 의도가 강하게 들어가 있는 라인업이었다. 이 상황에서 결전의 날이 밝았다.

## 경기

### 전반전
대한민국은 김영권 - 홍정호 센터백 듀오를 필두로 레프트백 윤석영과 라이트백 이용이 포백 수비 라인을 섰고 수비형 미드필더엔 기성용 - 한국영 듀오가 또 2선엔 손흥민 - 구자철 - 이청용이 포진했고 박주영이 원톱에 서는 4-2-3-1 포메이션으로 나왔다. 1차전 러시아와의 경기와 똑같은 선발 라인업과 똑같은 포메이션이었다. 반면, 알제리는 선발 라인업을 완전히 뒤엎고 나왔는데 1차전 벨기에와의 경기에서 나왔던 베스트 11 중 메흐디 모스테파, 파우지 굴람, 사피르 타이데르, 리야드 마레즈, 엘 아르비 힐렐 수다니가 들어가고 아이사 만디, 자멜 메스바흐, 야신 브라히미, 압델무멘 자부, 이슬람 슬리마니가 대신 투입되었다. 포메이션 역시 4-3-3을 썼던 벨기에전과 달리 3-4-3으로 경기에 나섰다.
초반 몇 분간 탐색전이 시작된 후 전반 초반에 오버래핑한 좌측 풀백 압델무멘 자부의 크로스를 받은 소피안 페굴리가 첫 번째 슈팅을 개시하면서 알제리가 먼저 포문을 열었다. 그 때부터 알제리의 일방적인 공격이 계속되었다. 알제리의 미드필더 야신 브라히미가 한국 진영 페널티 박스 좌측 외곽에서 올린 크로스를 윤석영이 뒷발로 걷어냈는데 볼이 바로 앞의 소피안 페굴리 앞에 떨어졌다. 김영권이 다소 무리한 태클을 시도했으나 주심 윌마르 롤단은 알제리의 페널티 킥 선언을 하지 않고 그대로 인플레이를 시켰고 혼전 상황에서 야신 브라히미가 다시 슈팅을 날렸으나 높이 뜨며 무산되었다. 뒤이어 코너킥 찬스에서 이슬람 슬리마니가 헤더를 시도했으나 옆 그물을 출렁였다. 한국은 변변한 공격 시도 한 번 못 해보고 계속해서 알제리에 일방적으로 난타당하며 팬들의 마음을 계속해서 불안하게 만들었다. 
얼마 후 한국이 좋은 역습 찬스를 잡았고 구자철이 알제리 진영의 페널티 박스까지 침투하는데는 성공했으나 슈팅을 할 찬스에서 계속해서 긴 드리블로 시간을 질질 끌다가 결국 알제리의 주장 마지드 부게라가 간단하게 걷어내며 허무하게 공격 찬스를 날렸다. 뒤이어 손흥민이 다시 한 번 알제리 진영으로 깊숙이 파고 들어 페널티 에어리어로 진입했으나 슈팅 직전에 알제리 수비수 아이사 만디가 영리하게 먼저 걷어내버리는 바람에 공격 찬스를 또 날리고 말았다. 다시 알제리의 공격이 이어졌고 압델무멘 자부가 강력한 중거리 슛을 날렸으나 골문 왼쪽으로 크게 벗어나 간신히 0 : 0 스코어를 유지하게 되었다. 전반 20분, 한국 우측 진영에서 날아온 얼리 크로스를 이슬람 슬리마니가 페널티 박스에서 받으려 했으나 볼 컨트롤이 좋지 못해 앞으로 튀었고 그 볼을 홍정호가 걷어내며 위기를 넘겼다. 
그리고 전반 26분, 알제리 진영에서 카를 메자니가 한국의 배후 공간을 향해 전방으로 긴 패스를 넣었다. 볼은 이슬람 슬리마니의 발 앞으로 왔고 슬리마니의 옆에는 한국의 센터백 듀오 김영권과 홍정호가 나란히 달렸는데 서로 역할 분담을 하지 못하고 나란히 뛰기만 했다. 결국 슬리마니는 아무런 방해 없이 페널티 박스까지 침투했고 골키퍼 정성룡은 슈팅 각도를 줄이려는 시도도 없이 멍하니 보고 있다가 그대로 실점하고 말았다. 그렇게 알제리가 1 : 0으로 앞서나가기 시작했다. 26분 동안은 그래도 아슬아슬하게 위기를 넘기며 잘 버텼지만 선제골을 내준 이후 한국은 급속도로 무너지기 시작했다. 슬리마니의 선제골이 터지고 불과 2분 후, 알제리가 코너킥 찬스를 얻었다. 압델무멘 자부가 코너킥을 올렸고 그 때 페널티 에어리어 안에는 한국 선수가 무려 8명이나 들어가 있었지만 어느 누구도 공중볼 경합 시도를 하지 않았다. 그 결과 공격에 가담했던 알제리 수비수 라피크 할리시가 프리 헤더 찬스를 잡게 되었고 아무런 방해 없이 그대로 추가골을 성공시켰다. 골키퍼 정성룡은 할리시 뒤쪽에서 펀칭을 시도하려다 헛손질만 했다. 그렇게 점수는 순식간에 2 : 0으로 벌어지고 말았다.
전반 38분, 다시 알제리 진영에서 전방으로 긴 패스가 날아왔다. 이 패스를 홍정호가 머리로 떨구었으나 공은 선제골을 넣은 이슬람 슬리마니의 발 앞으로 굴러갔다. 그런데 한국의 센터백 김영권과 홍정호는 모두 슬리마니에게 시선이 쏠렸고 그 결과 페널티 박스에 침투해 있던 압델무멘 자부를 등지게 되었다. 슬리마니는 잽싸게 자부를 향해 패스를 넣었고 노마크 상태였던 자부는 왼발 슛을 날려 손쉽게 골을 성공시키며 점수는 금세 3 : 0으로 벌어지고 말았다. 이렇게 팀이 속수무책으로 무너지고 있는 상황에서 선수들을 다독이고 상황 조정을 해주어야 할 홍명보 감독은 아무런 지시도 내리지 않고 그저 벤치에 앉아 고개를 푹 숙이고 한숨만 쉬며 그대로 경기를 포기하는 모습을 보였다. 그렇게 전반전은 3 : 0으로 알제리가 앞선 채로 끝이 났다. 전반전에 알제리는 무려 12개의 슈팅을 시도해 3골을 터뜨렸는데 그 사이 한국의 슈팅은 0개였다. 유효 슈팅이 1개도 없었던 게 아니라 아예 슈팅 자체가 없었다. 알제리의 원톱 이슬람 슬리마니가 활발하게 움직이며 1골 1도움을 기록할 동안 한국의 원톱 박주영은 파울을 했을 때 외에는 눈에 띄지도 않아 경기장에 있긴 있었는지조차 의심스러울 정도였다.

### 후반전
후반전이 시작되고 몇 분 간 탐색전을 거친 후 5분 만에 한국이 좋은 기회를 잡았다. 하프 라인 바로 아래쪽에서 기성용이 전방을 향해 한 번에 긴 패스를 넣었고 그 패스는 곧바로 전방의 손흥민을 향해 날아갔다. 손흥민은 그 볼을 등으로 받아 떨어뜨렸고 따라붙으려는 알제리의 주장 마지드 부게라를 간단하게 따돌린 뒤 왼발 슛을 날렸다. 손흥민의 슛은 알제리 골키퍼 라이스 음볼리의 가랑이 사이로 파고 들며 드디어 만회골이 터졌다. 손흥민의 개인기 덕에 1 : 3으로 일단 1점을 따라붙는데 성공한 한국은 다시 분위기가 살아나기 시작했다. 뒤이어 프리킥 찬스를 얻었을 때 구자철이 기습적인 슈팅으로 알제리를 위협했으나 골이 라인을 넘기 직전에 아이사 만디가 극적으로 걷어내며 3 : 1 스코어를 지켰다. 그리고 후반 10분에 기성용이 윤석영의 패스를 받아 멋진 중거리슛을 날렸고 거의 골로 들어가는 것처럼 보였으나 라이스 음볼리 골키퍼가 간신히 선방하며 위기를 넘겼다.
홍명보 감독은 후반 12분, 2경기 연속 부진하다 못해 존재감이 없었던 박주영을 빼고 김신욱을 투입했다. 하지만 기회 뒤에 위기가 왔다. 후반 17분, 알제리의 야신 브라히미가 한국 진영을 쇄도하며 문전에 있던 소피안 페굴리에게 패스를 건넸고 자신은 페널티 에어리어로 침투했다. 그런데 그 때 또 한국 수비수들은 페굴리에게 시선을 뺏기며 침투하는 브라히미의 움직임을 완전히 놓쳤고 또 다시 노마크 1 : 1 찬스를 허용하였다. 페굴리는 잽싸게 브라히미에게 패스를 넣었고 뒤늦게 김영권이 달려가서 태클을 시도했으나 브라히미가 그 전에 이미 슈팅을 날려 추가골을 뽑아내 또 다시 3점 차로 벌어졌다. 수문장 정성룡은 이번에도 슈팅 각도를 좁히려는 시도조차 하지 않고 가만히 있다 또 실점하였다. 그렇게 점수는 4 : 1로 벌어져 더욱더 경기가 꼬이고 말았다.
후반 19분, 홍명보 감독은 이청용을 빼고 이근호를 투입했다. 후반 27분, 하프라인 바로 위쪽에서 다시 한 번 기성용이 전방을 향해 긴 패스를 넣었고 196cm의 장신 공격수 김신욱이 알제리 수비수 2명을 제치고 높이 뛰어올라 공중볼을 따냈다. 세컨드볼을 페널티 박스로 침투한 손흥민이 받았다. 손흥민이 슈팅을 시도했으나 먼저 마지드 부게라가 태클로 걷어냈다. 그러나 볼은 좌측에 있던 이근호의 발 앞으로 굴러갔고 이근호는 우측의 구자철을 향해 크로스를 올렸다. 구자철이 왼쪽 종아리로 받아 넣으며 다시 1점을 따라붙었다. 이근호는 교체 투입으로만 2경기를 소화하고도 연속으로 공격 포인트를 기록했다. 2 : 4로 점수를 좁힌 후 한국은 계속해서 김신욱을 겨냥한 공중볼 위주로 알제리를 밀어붙였지만 슈팅 찬스가 빗나가며 득점 기회를 무산시키고 말았다. 알제리의 바히드 할릴호지치 감독은 2골 차로 좁혀지자 그 동안 아껴둔 교체 카드를 쓰며 굳히기에 들어갔다. 후반 33분에 한국영과 교체 투입된 지동원이 알제리 진영에서 좋은 슈팅을 날렸으나 아쉽게도 골문 오른쪽으로 벗어났다. 
90분이 임박해 갈 무렵 다시 한 번 김영권이 하프 라인 근처에서 길게 전방으로 볼을 띄웠고 그걸 김신욱이 헤더로 받아 떨구었다. 좌측의 지동원이 세컨드볼을 따냈고 지동원이 중앙의 손흥민에게 패스했다. 손흥민이 슈팅을 날리려 했으나 알제리의 센터백 카를 메자니가 손흥민을 밀어 쓰러뜨리고 볼을 따냈다. 그러나 주심 윌마르 롤단은 그 장면을 보았음에도 불구하고 페널티킥 선언을 하지 않고 그대로 인플레이를 시켰다. 경기 말미에 알제리 선수들은 시간을 끌기 위해 침대축구를 쓰는 모습도 보였다. 결국 그대로 주심의 종료 휘슬이 울렸고 경기는 알제리의 4 : 2 승리로 돌아갔다. 그리하여 알제리는 1승을 챙겨 탈락 위기에서 벗어났고 한국은 1무 1패 득실 차 -2로 조 최하위로 떨어져 16강 자력 진출이 무산되었다. 16강에 가기 위해선 반드시 벨기에를 이기고 러시아와 알제리의 경기 결과를 지켜봐야 하는 입장이 되었다.

### 상세 정보
| 대한민국                | 2 – 4  | 알제리                                              |
| ----------------------- | ------ | --------------------------------------------------- |
| 손흥민 50′ · 구자철 72′ | 리포트 | 슬리마니 26′ · 할리시 28′ · 자부 38′ · 브라히미 62′ |

| 대한민국 | 알제리 |

| GK         | 1  | 정성룡        |     |     |
| RB         | 12 | 이용          | 54′ |     |
| CB         | 20 | 홍정호        |     |     |
| CB         | 5  | 김영권        |     |     |
| LB         | 3  | 윤석영        |     |     |
| CM         | 14 | 한국영        | 69′ | 78′ |
| CM         | 16 | 기성용        |     |     |
| RW         | 17 | 이청용        |     | 64′ |
| AM         | 13 | 구자철 (주장) |     |     |
| LW         | 9  | 손흥민        |     |     |
| CF         | 10 | 박주영        |     | 57′ |
| 교체 선수: |    |               |     |     |
| FW         | 18 | 김신욱        |     | 57′ |
| FW         | 11 | 이근호        |     | 64′ |
| FW         | 19 | 지동원        |     | 78′ |
| 감독:      |    |               |     |     |
| 홍명보     |    |               |     |     |

| GK                | 23 | 라이스 므볼리        |     |     |
| CB                | 12 | 카를 메자니          |     |     |
| CB                | 2  | 마지드 부게라 (주장) | 67′ | 89′ |
| CB                | 5  | 라피크 할리시        |     |     |
| RWB               | 20 | 아이사 만디          |     |     |
| LWB               | 6  | 자멜 메스바흐        |     |     |
| CM                | 11 | 야신 브라히미        |     | 77′ |
| CM                | 18 | 압델무멘 자부        |     | 73′ |
| RW                | 10 | 소피안 페굴리        |     |     |
| LW                | 14 | 나빌 벤탈렙          |     |     |
| CF                | 13 | 이슬람 슬리마니      |     |     |
| 교체 선수:        |    |                      |     |     |
| FW                | 9  | 나빌 길라스          |     | 73′ |
| MF                | 8  | 메드히 라센          |     | 77′ |
| DF                | 4  | 에사이드 벨칼렘      |     | 89′ |
| 감독:             |    |                      |     |     |
| 바히드 할릴호지치 |    |                      |     |     |

| 최우수 선수: 이슬람 슬리마니 (알제리) 부심: 크리스티안 레스카노 (에콰도르) 에두아르도 디아스 (콜롬비아) 대기심: 알리레자 파가니 (이란) 후보 대기심: 하산 캄라니파르 (이란) |

### 통계
| 통계       | 대한민국 | 알제리 |
| ---------- | -------- | ------ |
| 득점       | 2        | 4      |
| 슛         | 9        | 15     |
| 유효슛     | 6        | 8      |
| 점유율     | 54%      | 46%    |
| 코너킥     | 7        | 5      |
| 반칙       | 13       | 16     |
| 오프사이드 | 1        | 1      |
| 경고       | 2        | 1      |
| 퇴장       | 0        | 0      |

## 기록
이 경기는 승자인 알제리에게는 영광스러운 기록이, 패자인 대한민국에게는 치욕적인 기록이 수립되었다. 먼저, 승자인 알제리 축구 국가대표팀이 수립한 기록은 다음과 같다.
- 월드컵 본선에서 최초로
  - 아시아 팀을 상대로 승리
  - 아시아 팀을 상대로 한 경기 4득점
  - 한 경기 4득점을 기록한 아프리카 팀

반면, 패자인 대한민국 축구 국가대표팀이 수립한 기록은 다음과 같다.
- 월드컵 본선에서 최초로
  - 아프리카 팀을 상대로 패배
  - 아프리카 팀을 상대로 한 경기 4실점

## 대한민국의 패인

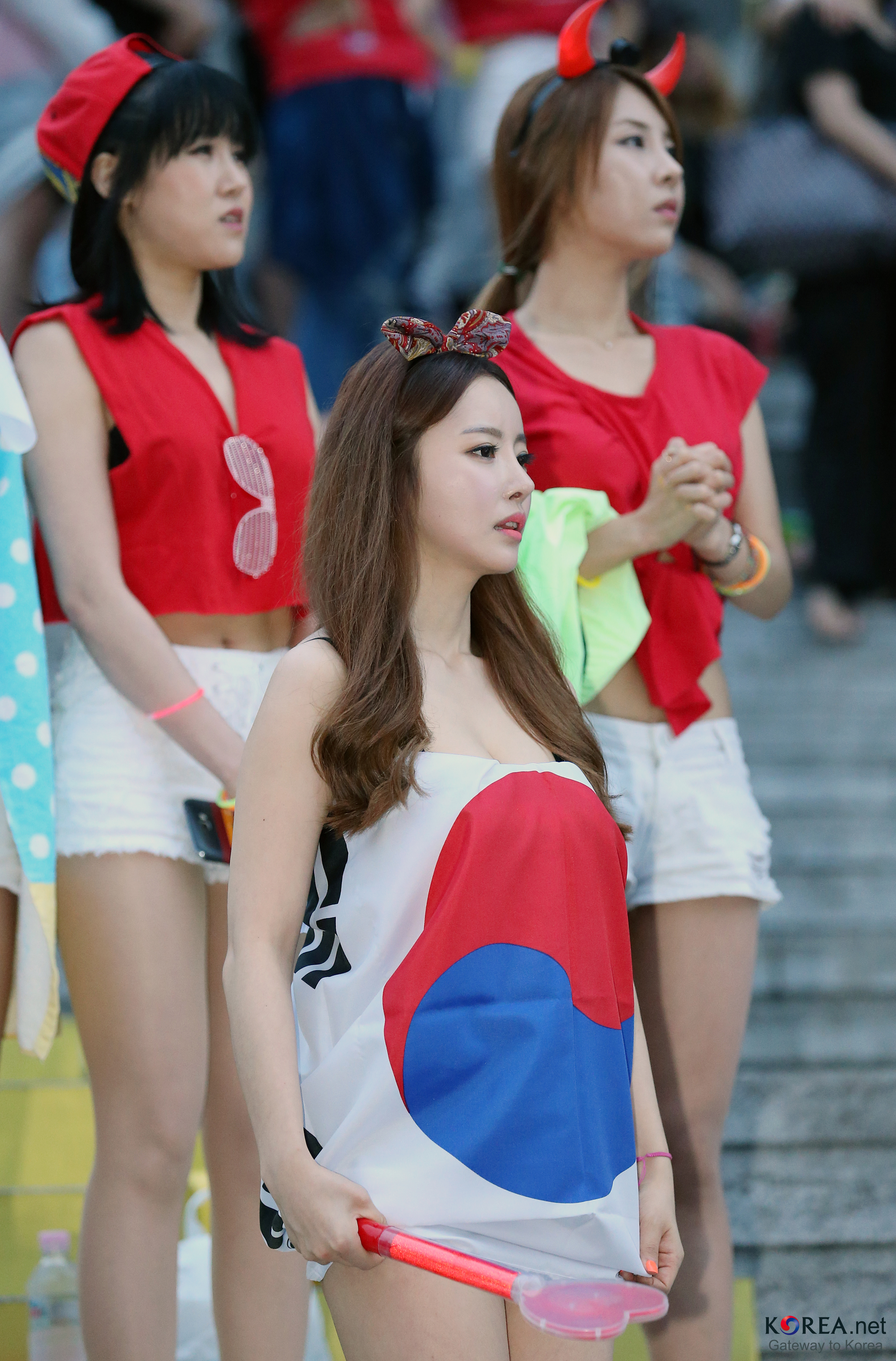
서울 광화문광장에서 응원하던 도중 절망에 빠진 대한민국 팬들

### 홍명보 감독의 자질 문제
결론부터 먼저 말하면 홍명보 감독과 그를 선임한 대한축구협회에 오롯이 그 책임이 있다. 우선 감독인 홍명보는 월드컵 무대에서 대표팀을 지휘하기엔 너무나도 경력이 일천한 감독이었다. 비록 홍명보가 과거 2009년 FIFA U-20 월드컵에서 1991년 FIFA U-20 월드컵 이후 18년 만에 8강 진출에 성공하는 성과를 올렸다고는 하나 그것이 온전히 홍명보의 공이라고 할 수는 없었다. 당시 대표팀은 이미 전임자 조동현 감독의 지도 아래 완성되어 있던 팀이었고 그 팀을 홍명보가 물려받은 것이기 때문이다. 홍명보 감독이 커리어의 정점을 찍었던 2012년 런던 올림픽 남자축구 동메달 역시 당시 조동현 감독의 조련을 받았던 선수들이 주축이 되어 이뤄낸 성과였다. 홍명보는 대한축구협회의 후원 아래 P급 지도자 자격증도 없는 상태에서 U-20 대표팀 감독이 되었고 감독 선임 후에 P급 지도자 자격증을 취득했다. 그리고 동년배인 황선홍, 신태용, 최용수 등이 클럽에서 차근차근 밟아 올라가며 경력을 쌓는 동안 홍명보는 2005년 딕 아드보카트 재임기부터 대표팀 코치로 시작했는데다 처음부터 대표팀 감독으로 출발했다. 지도자 연수도 한 번 제대로 받아본 적도 없었다. 여기서 문제가 시작된다.
국가대표팀 감독은 클럽 감독과는 완전히 다르다. K리그를 예로 들면 1년에 리그 경기만 38경기이고 그 외에 FA컵 혹은 AFC 챔피언스리그 등에 참여하면 50경기를 훌쩍 넘게 된다. 그만큼 경기를 많이 치르게 되니 배우는 것도 많고 전략 구상을 할 기회도 많아진다. 또 매일 합숙하면서 선수들과 같이 살을 부대끼고 살다보니 조직력을 다지기도 쉽고 또 부상 등 돌발 변수를 직접 통제하기도 쉽다. 하지만 국가대표팀 감독은 어떤가? 1년의 A매치는 많아봐야 10경기 남짓이다. 그런데다 대표팀 선수들은 모두 각자의 소속팀이 있는 선수들이라 A매치 경기를 할 때 잠깐 모여서 훈련하고 경기를 치르고 나면 다시 또 각자 소속팀으로 흩어진다. 그러므로 클럽만큼 조직력을 다질 기회도 많지 않고 승, 무, 패 등을 다양하게 경험하면서 배울 기회도 적다. 또 소속팀의 동의를 얻어 선수들을 뽑아와야 하는 을의 입장인지라 선수들의 부상 등 돌발 변수에 대처하기도 어렵다. 그런데 홍명보는 지도자 경력을 시작하기를 국가대표팀 감독으로 시작했다보니 클럽을 전전하던 동년배 다른 감독들에 비해 다양한 경험을 쌓을 기회 자체를 잃어버렸다. 세상에 태어날 때부터 세계적인 명장이 되는 경우는 없다. 거스 히딩크 같은 명장도 처음부터 명장이었던 것이 아니라 이곳 저곳을 전전하면서 성공도 해보고 또 해고도 당해보고 하면서 두루두루 경험을 쌓은 끝에 세계적인 명장이 된 것이다. 그러나 홍명보는 축구협회의 일방적인 후원 아래 대표팀 감독이 되었고 연수 한 번 제대로 받지 못했기에 그런 경험을 쌓을 기회조차 없었다. 세계적인 명장들이 들판에서 자란 잡초들이라면 홍명보는 그야말로 온실 속의 화초였다. 온실 속의 화초로 자란 홍명보가 월드컵이란 냉혹한 무대에서 성공할 것이란 건 애초부터 무리수였다. 한 마디로 홍명보는 대한축구협회라는 부모의 과잉보호 아래 있었던 나약하고 철부지 아이와 다를 바 없었다. 이것이 대한민국의 첫 번째 패인이었다.
이렇게 홍명보가 경험이 일천하고 자질이 부족했다면 그 밑의 수석코치라도 잘 붙여놓았어야 했다. 8년 전 2006 FIFA 월드컵 당시 독일 축구 국가대표팀의 위르겐 클린스만 감독과 요아힘 뢰프 수석코치처럼 말이다. 당시 위르겐 클린스만은 만 42세로 2014년에 만 45세였던 홍명보보다 3살이 어렸고 그 역시 그 전에 어떤 클럽 팀 감독도 맡아본 적이 없었다. 그럼에도 불구하고 2006 FIFA 월드컵에서 독일을 3위까지 올려놓았고 오랫동안 이어져 온 '녹슨 전차'라는 오명을 벗게 했다는 찬사를 받았던 데에는 바로 휘하에 유럽 내 여러 구단을 전전하며 숱한 경험을 쌓았던 요아힘 뢰프라는 훌륭한 참모가 있었기 때문이다. 현대 축구는 감독 혼자 모든 걸 다 하는 시대가 아니다. 마르첼로 리피나 알렉스 퍼거슨 같은 세계적인 명장들 휘하에도 다 자기 사단이 있고 전력 분석 및 전술 구상을 담당하는 코치가 다 따로 있다. 즉, 홍명보가 젊고 경험이 부족한 감독이라면 그의 단점을 보완해줄 수석코치라도 잘 붙였어야 했다는 뜻이다.
그러나 홍명보 밑의 수석코치는 김태영이었고 김태영 역시 대표팀 수석코치가 되기 전 지도자 경력이라고는 관동대학교에서 1년 간 지휘를 한 것이 전부였다. 다시 말해 감독과 수석코치 모두 초보였던 것이다. 이런 코칭스태프를 데리고 월드컵에서 성공하기를 바라는 것부터가 해도 해도 너무한 요행수라고 볼 수밖에 없다. 물론 이 사실을 그들도 인지했는지 부랴부랴 홍명보가 대한민국 U-23 축구 국가대표팀 감독 임기를 마친 후 지도자 연수를 받으러 갔던 안지 마하치칼라에서 친분이 있었던 네덜란드 국적의 안톤 두 샤트니에를 전력 분석관으로 데리고 왔다. 그러나 샤트니에 역시 말만 청산유수였지 대표팀 전력 분석에 별로 큰 도움은 안 되었다. 샤트니에가 진정 알제리의 전력을 분석하긴 했는지 모르겠다. 정말 열심히 분석해서 나온 결과가 이 따위라면 무능한 것이고 엉터리로 분석했다면 직무유기 혹은 속된 말로 '먹튀'라고 해도 할 말 없다. 즉, 당시 대표팀 코칭스태프는 감독 홍명보부터 그 사단 전체가 전부 문제 투성이였다는 것을 알 수 있다.

### 선수 선발에서의 실책
두 번째 패인은 바로 선수 선발에서의 문제였다. 먼저 중앙 수비수 김영권 - 홍정호 듀오부터가 큰 문제였다. 중앙 수비수들 중에는 수비 라인 조율과 함께 후방에서부터 밀고 올라가는 공격 작업을 도맡아 하는 커맨더 유형의 수비수가 있고 상대 공격수와 거칠게 몸싸움을 하며 압박하는 파이터 유형의 수비수가 있다. 중앙 수비수에는 절대 같은 유형의 선수를 붙여 쓰지 않는 것이 원칙이다. 왜냐하면 서로 역할 분담이 되질 않아 혼란을 빚기 때문이다. 2010년 FIFA 월드컵 때의 허정무 감독도 커맨더 조용형과 파이터 이정수 센터백 듀오를 내세웠던 바 있다. 홍정호는 청소년 대표팀 시절부터 제2의 홍명보라고 불릴 정도로 대표적인 커맨더 유형의 수비수였다. 그런데 김영권의 경우는 어떤가? 소속팀 광저우 헝다에서의 모습을 보면 알 수 있듯이 그의 짝인 장린펑이 파이터 역할을 도맡아했고 그는 수비 라인을 조율하는 역할을 했다. 즉, 김영권도 커맨더였던 셈이다. 다시 말해 커맨더-커맨더 듀오였던 셈이다. 이러다 보니 두 명 다 수비 라인 조율을 하고 후방 빌드업에만 매진할 뿐 상대 공격수를 거칠게 압박하는 경우가 없었다. 성향이 비슷한 선수들이라 역할 분담이 안 되어 있었기 때문이다. 그 결과 두 센터백은 알제리 공격수들을 전혀 효율적으로 봉쇄하지 못했다. 홍 감독의 이 같은 실책은 결국 선수들의 유형을 제대로 파악하지 못하고 있었기 때문에 벌어진 것이다. 실제로 4년 후, 신태용 감독은 장현수가 실책이 빈번히 나오자 파이터 유형인 윤영선을 김영권의 짝으로 기용해 재미를 보았다.
풀백에도 문제가 있었다. 우선 좌측 풀백 윤석영은 퀸즈 파크 레인저스로 이적한 후 해리 레드냅 감독의 눈도장을 받는데 실패해 박주영과 마찬가지로 벤치만 달구며 실전 감각이 크게 떨어져 있었다. 결정적으로 윤석영은 크로스를 정말 못 올리는 선수로 악명 높다. 현대 축구에선 양측 풀백은 수비를 잘하는 것 외에 활발한 오버래핑으로 측면을 돌파한 후 크로스를 올려 공격의 활로를 뚫는 역할도 요구된다. 그러나 윤석영은 실전 감각 저하로 수비 능력도 떨어져 있었고 본래 크로스를 못 올리는 수비수라 공격 작업이 원활하게 될 리가 없었다. 그나마 우측 풀백 이용은 윤석영만큼의 실전 감각 저하 없이 나름 제 역할을 했다. 그런데 윤석영의 경우는 분명히 박주호라는 훌륭한 대체자가 있었다. 영국 2부 리그 후보 선수와 독일 분데스리가 주전 중에 누굴 써야 옳겠는가? 도대체 홍명보가 왜 박주호를 버리고 주구장창 윤석영만 쓰는지 도무지 이해할 수가 없다. 실제로 4년 후 신태용 감독은 이용의 풀백 파트너로 박주호, 홍철을 중용하기도 하였다.
또 하나의 문제는 바로 미드필더 진이었다. 수비형 미드필더에 기성용과 한국영 듀오가 섰고 2선에 손흥민 - 구자철 - 이청용이 자리해 있었는데 이 역시 문제가 많은 구성이었다. 기성용은 빌드 업 능력이 뛰어나지만 수비 가담 능력과 탈압박 능력이 매우 떨어지는 선수였다. 4년 전 허정무 감독이 기성용을 기용할 때엔 반드시 옆에 김정우라는 걸출한 파이터를 붙여주었고 김정우의 백업으로 또 다른 백전노장 파이터 김남일까지 준비시켜 놓았다. 이탈리아에서 안드레아 피를로를 기용할 때 피를로에게 받는 압박을 제거하기 위해 파이터 젠나로 가투소를 붙여준 것과 같은 원리다. 그리고 김정우의 부담을 최소화하기 위해 2선의 박지성과 염기훈에게도 수비 역할을 분담해주어 1 : 4로 대패했던 아르헨티나전을 제외하면 그럭저럭 대량 실점 없이 매끄럽게 경기를 풀어나갈 수 있었다. 반면, 이번의 홍명보는 허정무에 비해 전술 운용 능력이 매우 떨어졌다. 손흥민과 구자철, 이청용은 수비 가담 능력이 극히 제한적인 선수였기에 한국영 한 사람이 모든 압박을 고스란히 다 받게 되었다. 결국 한국영도 사람인 이상 지칠 수밖에 없고 한국영이 기성용을 보호할 수 없게 되니 기성용은 그대로 꽁꽁 묶여서 아무것도 할 수 없게 되었다. 또 수비형 미드필더가 제 역할을 못 하니 풀백들의 오버래핑은 극도로 제한되었다.
가장 큰 문제는 바로 공격수였다. 원톱 공격수로 선발 출장한 박주영은 이 날 경기에서 정말 그라운드에 있었는지조차 의심스러울 정도로 아예 보이지도 않았다. 경기 통계에서 박주영은 피파울 0을 기록할 정도로 알제리 선수들이 아예 신경도 안 쓸 정도였음에도 불구하고 슈팅 한 번 날리지 못했다. 현대 축구에서 원톱 공격수의 역할은 득점 외에도 전방에서 압박을 하여 상대의 역습 및 공격을 저지하는 것에 있다. 하지만 박주영은 경기 내내 조깅하듯이 활동량도 매우 낮아 팀에 아무런 도움이 안 되었다. 대회 전부터 많은 축구 전문가들이 박주영은 오랫동안 소속팀에서 뛰지 못해 실전 감각이 저하되었으므로 뽑아선 안 된다고 목소리를 높였으나 홍명보는 부득부득 고집을 부리며 끝까지 박주영을 발탁했다. 그 결과 박주영은 2경기 동안 골은커녕 단 1개의 슈팅도 기록하지 못하고 철저하게 그라운드에서 지워졌다. 러시아전에서도 오히려 교체 투입된 이근호가 박주영보다 훨씬 더 좋은 모습을 보였고 이 날 경기에서도 교체 투입된 김신욱이 박주영보다 훨씬 더 잘했다. 김신욱은 196cm의 장신을 바탕으로 뛰어난 제공권 장악 능력을 보이며 후반 27분, 구자철의 만회골을 만들어내는데 기여했다.
물론 홍명보의 선택이 전혀 납득이 안 갔던 것은 아니다. 4년 전에 박주영은 분명히 원톱으로서 자생이 가능한 모습을 보였지만 김신욱은 그 체격과 달리 원톱 역할을 전혀 수행하지 못했다. 울산 현대 시절에 김호곤 감독의 지도를 받았을 때에도 김신욱은 투 톱으로 섰을 때 좋은 모습을 보였지 원톱으로는 그저 헤더를 따낼 때 머리 맞추는 타워로 쓰는 용도 외에는 거의 좋은 모습을 못 보였다. 그리고 그 라지 & 스몰 투 톱에서도 처진 스트라이커 즉, 스몰 자리에 섰을 때 김신욱이 가장 잘했다. 라지 자리에는 김신욱보다 키가 20cm는 더 작은 이근호가 들어갔었다. 박주영의 실전 감각 저하가 눈에 보인 이상 되든 안 되든 차라리 이근호 & 김신욱 투톱을 썼다면 더 나았을지도 모른다. 최소한 그 조합은 K리그에서 또 AFC 챔피언스리그에서 그 기량과 능력이 검증된 조합이기 때문이다. 이근호 & 김신욱 조합은 아니지만 4년 후 신태용 감독은 4-4-2 포메이션으로 알제리보다 훨씬 더 강한 독일을 2 : 0으로 잡아내는 이변을 일으키기도 했다. 즉, 포메이션도 쓰기 나름인 것이다. 그러나 홍명보는 경험이 일천한 감독이라 전술적 유연성이라고는 전혀 없었고 매 경기 4-2-3-1 포메이션 하나만 고집하고 자신이 아는 그 1가지 전술 외에는 어떠한 변화도 줄줄 몰랐다.

### 경직된 전술
세 번째 패인은 전술의 문제였다. 홍명보 감독은 당시 유행하던 점유율 축구에 심취해 있었던 듯한데 문제는 이 대회에서 점유율 축구에 대한 파훼법이 등장했고 또 한국이 점유율 축구를 그렇게 썩 잘 구사하는 팀도 아니었다는 것에 있다. 점유율 축구의 한 획을 그은 펩 과르디올라는 자신의 축구를 이른바 '티키타카'라고 부르는 것에 대해 "언론의 허상이다."고 일축한 바 있었다. 펩 과르디올라가 중시하는 축구는 '빠르고 세밀한 패스를 통해 골을 만들어내는 축구'이다. 과르디올라는 모든 패스는 전진을 하기 위한 포석이 되어야한다면서 점유만을 위한 패스를 하지 말 것을 강조했다. 그는 점유율, 압박, 공간으로 바르셀로나의 전술을 정의했고 짧은 패스는 안전하게 전진하기 위해서 가장 효율적인 수단이었을 뿐이었다. 하지만 브라질 월드컵 당시 한국 축구는 어떠했던가? 무의미한 백패스와 횡패스가 패스의 절반 이상을 차지할 정도로 패스의 질이 매우 비효율적이었다. 이것은 과르디올라가 매우 혐오하는 행위이다. 패스와 점유율에 집착해 축구에서 가장 중요한 '골'을 등한시하는 행위이기 때문이다. 거기다 한국 축구의 장점은 탄탄한 압박 수비를 바탕으로 빠른 스피드를 앞세운 역습이었다. 멀리 갈 것 없이 2002년 FIFA 월드컵 당시 거스 히딩크 감독 체제의 한국 축구가 바로 그 예시다. 그러나 이번 대회 홍명보 감독 체제의 대한민국 대표팀은 압박과 역습이 온데 간데 없었다. 파이터형 수비수가 단 1명도 없다시피하니 상대 공격수를 밀착 압박해 공격을 무산시키는 행위는 거의 없다시피 하며 알제리에 무차별적으로 난타당했고 점유율에만 무한정 집착해 역습 상황에서도 아무 의미 없이 패스를 돌리며 시간을 질질 끌어 전혀 좋은 찬스를 만들지 못했다.
애초부터 소위 티키타카라고 부르는 전술은 짧은 시간 동안 제한된 자원을 활용해야 하는 국가대표팀의 전술로서는 매우 부적합한 전술이다. 티키타카란 것이 마치 컴퓨터 게임처럼 세밀한 패스 플레이를 바탕으로 볼 점유율을 높이며 상대를 질식시키는 것인만큼 이걸 잘 구현하려면 당연히 선수들끼리 오랫동안 합을 맞추어야 한다. 앞서 말했듯이 국가대표팀은 1년에 많아봐야 10회 내외의 경기만 치르고 길어봐야 경기 전 일주일 정도 전에 모여서 짧은 시간 동안 합을 맞추고 경기를 치르고 경기가 끝나면 각자 소속팀으로 헤어지는 방식이다. 티키타카 같이 오랫동안 합을 맞춰야 하는 전술을 구사하고 싶어도 할 수 없는 현실이다. 티키타카로 재미를 본 국가대표팀이 스페인 축구 국가대표팀 단 하나밖에 없는 것은 다 이유가 있다. 대표팀 주축 선수들이 FC 바르셀로나 소속이었기에 이미 소속팀에서 오랫동안 합을 맞춰온 사이라 국가대표팀 유니폼으로 갈아입고 나서도 자연스럽게 구사할 수 있었던 것이다. 그래서 스페인 혼자만 티키타카로 성공했던 것이다. 즉, 티키타카는 오랫동안 조직력을 다질 수 있는 클럽 팀에나 적합한 전술이지 국가대표팀 전술에는 별로 적합한 전술이 아니다.
그럼에도 홍명보 감독과 대한축구협회는 그러한 이해도 없이 단지 티키타카가 당시에 유행하던 전술이라는 이유만으로 무작정 도입해서 대표팀 고유의 팀 컬러만 해쳤다. 알제리전 대패는 티키타카는 한정된 자원으로 짧은 시간 안에 합을 맞추고 경기에 나서야 하는 국가대표팀엔 부적합한 전술이란 걸 명징하게 보여준 것이었다. 선수들끼리 오랫동안 합을 맞춰온 사이가 아니었기에 당연히 본래의 티키타카가 아닌 왜곡된 티키타카가 나올 수밖에 없는 것이고 그 왜곡된 티키타카는 골을 넣기 위해 볼을 안전하게 운반하는 목적으로 패스를 한다가 아닌 그저 무의미한 점유율을 높이는 패스로 나타난 것이다. 홍명보가 정 1가지 전술을 고집하겠다면 아틀레티코 마드리드의 디에고 시메오네가 선보인 4-4-2 포메이션을 바탕으로 한 이른바 두 줄 수비 축구가 더 적합했다. 두 줄 수비 후 역습 전술은 현재까지도 약팀들에겐 성서처럼 내려오는 전술과도 다름없으며 전술 합을 맞추는데 그리 오랜 시간이 걸리지도 않는다. 실제로 4년 후 신태용 감독은 이 디에고 시메오네식 4-4-2 두 줄 수비 축구로 이 대회 우승국 독일을 2 : 0으로 격파했다. 한마디로 당시 홍명보 감독이나 대한축구협회 위원들은 일반 축구팬들보다도 못한 한심한 전술적 안목을 가진 사람들이었다는 소리밖에 안 된다.
알제리와의 경기를 앞두고 당시 부산 아이파크 감독 윤성효는 부산일보에 알제리전 필승 해법에 관한 칼럼을 기고한 바 있었다. 그런데 놀랍게도 윤성효 감독이 기고한 칼럼 속 예측이 귀신같이 적중했다. 경기 후 인터뷰를 보면 알 수 있듯이 알제리의 바히드 할릴호지치 감독이 가장 두려워했던 건 김신욱을 타워로 세우고 공중볼을 띄우는 전술이었다. 실제 1차전 벨기에와의 경기에서 마루앙 펠라이니를 타워로 세우고 공중볼을 띄우는 전술에 속절없이 당하며 어이없이 역전패를 당하기도 했으니까. 즉, 당시 알제리는 김신욱이 선발 출전하면 선수비 후역습 그렇지 않으면 공격이란 옵션으로 나왔다고 할 수 있다. 그런데 홍명보가 알아서 아무 짝에도 쓸모 없었던 박주영을 투입시켜주니 알제리는 마음 놓고 한국을 향해 맹공을 퍼부었고 김신욱이 들어오자 기다렸다는 듯이 알제리 수비수들이 서넛씩 김신욱에게 달라붙었다. 아무리 봐도 김신욱의 투입은 박주영보다는 훨씬 더 나았다. 김신욱이 알제리 수비 서넛을 달고 뛰어준 덕에 손흥민의 플레이도 전반전에 비해 좀 더 여유가 있었고 2골을 만들어냈으며 운이 좀 더 따라주었다면 4 : 4 동점도 만들어낼 수 있는 기회도 있었기 때문이다. 이로 볼 때 박주영을 투입시키느니 차라리 이근호, 김신욱 투 톱을 세우고 두 줄 수비 대형을 갖추는 4-4-2 포메이션이 4-2-3-1보다 훨씬 더 나았다.
두 줄 수비 대형은 굉장히 견고한 수비 대형이라 상대 공격수를 마치 그물에 걸린 물고기처럼 꽁꽁 묶을 수 있는 전술이고 또 전술 합을 맞추는데 시간도 오래 걸리지 않기 때문이다. 또 이근호와 김신욱 투 톱은 이미 울산 현대에서 그 능력이 검증된 조합이란 장점도 있다. 혹은 발빠른 손흥민을 위로 올려 포처 역할을 맡기는 것도 충분히 시도할 만한 방법이었다. 실제로 훗날 신태용 감독은 이근호 & 손흥민 투 톱 조합으로 콜롬비아를 2 : 1로 격파한 바 있었다. 암만 알제리가 강하다고 한들 콜롬비아보다 더 강한가? 두 줄 수비로 상대를 압박한 후 역습을 하는 전술로 나왔다면 설령 지더라도 이렇게까지 무기력하게 지진 않았을 것이다. 그게 본래 한국이 잘 하던 것이니까. 암만 선수 선발에서 실책을 범했다고 해도 생각만 바꾸면 충분히 그 자원으로도 승리할 만한 방법이 있었다. 하지만 홍명보는 자신이 잘 아는 4-2-3-1 포메이션 외에는 아는 게 없었고 변화를 주는 방법도 몰랐다. 그리고 점유율 축구를 제대로 알지도 못했으면서 그걸 끝까지 밀고 나가려 할 정도로 고집도 너무 강했다. 즉, 홍명보는 능력도 없으면서 고집만 강한 인물이었던 셈이다. 그런데다 단호함도 없었다. 이미 박주영은 2차례의 평가전과 이번 대회 러시아전에서 이미 실전 감각이 둔화되었다는 걸 제 스스로 증명했다. 그런데 홍명보는 팀의 명운이 걸린 알제리전에 또 박주영을 투입하며 경기를 망쳤을 뿐 아니라 아까운 교체카드 1장을 낭비하기까지 했다. 한국이 대체 언제부터 교체카드를 1장 버리는 여유를 부릴 정도로 강팀이었나?
홍명보의 박주영 기용은 명백한 선수 선발 실책인 동시에 그의 경직된 전술을 적나라하게 보여주는 표본이다. 아예 박주영을 발탁하지 않았더라면 혹은 박주영을 뽑았어도 벤치에 앉혀놓았다면 최소한 이런 수모는 겪지 않았을 것이다. 모두가 그토록 박주영의 발탁을 반대했는데도 부득부득 고집을 부리며 발탁한 건 홍명보이니 이 모든 책임은 홍명보가 져야 마땅하다.

### 자만과 방심
네 번째 패인은 바로 홍명보 감독의 자만이었다. 홍명보는 알제리를 아주 만만히 봤는지 거의 분석을 안 하다시피 했다. 실제로 대회가 끝난 후 곽태휘는 "알제리 선수들에 대한 자료가 러시아전 때와는 비교가 안 될 정도로 적었다."고 진술했다. 즉, 알제리는 그냥 이길 수 있는 팀으로 보고 분석을 게을리했다는 뜻이다. 예부터 경적필패(輕敵必敗)라고 하여 적을 가볍게 보면 반드시 패배한다는 고사성어가 있다. 그만큼 아무리 상대가 쉽다고 해도 가볍게 여기거나 업신여기면 결국 크게 당한다는 뜻이다. 실제로 옛날 병법에는 교병지계라 하여 적을 교만하게 만들어 방심했을 때 치는 계책까지 있다. 그만큼 자만과 방심이 얼마나 무서운 결과를 초래하는지를 명백하게 보여주는 것이라고 할 수 있다. 최소한 월드컵이란 무대에 올라온 팀은 다 각자 대륙의 지역예선을 뚫고 올라온 팀인 이상 모두가 다 강팀이다. 약체라는 평가도 월드컵 본선이란 무대에 올라온 32개 나라들 가운데 상대적인 약체라는 것이지 그것이 절대적인 약체라는 평가라고 볼 수는 없다. 다시 말해 알제리란 나라도 아프리카란 대륙에서 치른 지역예선을 거친 끝에 살아남아 본선에 올라온 팀인 이상 결코 만만하게 봐서는 안 되었다.
물론 알제리가 조 추첨 직후만 해도 국내, 국외로 모두 최약체 평가를 받은 것은 맞다. 조 추첨 직후 H조의 판세는 벨기에 확실 - 러시아, 한국 경합 - 알제리 탈락으로 1강 2중 1약으로 보는 것이 국내외 모든 언론의 시각이었다. 물론 피파랭킹이야 알제리가 한국보다 30계단 이상 더 높았기는 했지만 근 10여년 간 한국은 2002년 FIFA 월드컵 4강, 2010년 FIFA 월드컵 16강이라는 어느 정도 가시적인 성과가 있었던 반면 알제리는 이 대회 이전까지 단 1번도 조별리그를 통과한 적이 없었고 히혼의 수치로 억울하게 탈락했던 1982년 FIFA 월드컵을 제외하면 별 인상적인 모습을 보여주지도 못했으며 바로 직전 대회인 2010년 FIFA 월드컵 때엔 무기력한 경기 끝에 1무 2패로 탈락하는 모습까지 보였기 때문이다. 그 때문에 알제리가 피파랭킹이 26위로 당시 57위였던 한국보다 31계단이나 더 높았어도 조 최약체 평가를 받았던 것이다. 하지만 아무리 그렇다고 해도 코칭스태프들은 결코 방심하지 말고 알제리에 대한 분석을 절대 게을리하지 말았어야 했다. 아무리 예측으로 한국이 알제리보다 더 강하다고 해도 경기는 직접 해봐야 알게 되는 것이기 때문이다.
그러나 홍명보 감독은 16강행의 강력한 경쟁자 러시아와 1 : 1로 비겨 나름 소기의 성적을 거두었고 알제리는 쉬운 상대라고 생각했는지 러시아전 라인업과 러시아전 전술을 그대로 들고 나오는 실책을 범했다. 하지만 러시아와 알제리는 당연히 그 팀 컬러가 다른 팀이다. 당시 러시아 대표팀은 파비오 카펠로 감독이 지휘하고 있었는데 카펠로 감독은 더블 볼란치를 앞세운 선압박 후속공이란 수비축구를 선호하는 감독이었다. 카펠로 감독 본인이 카테나치오로 유명한 이탈리아 출신답게 전형적이고 고전적인 이탈리아 축구의 영향을 받은 것이다. 하지만 알제리의 바히드 할릴호지치 감독은 현역 시절 공격수였던 선수이고 감독이 된 후에도 공격축구를 선호하는 감독이었다. 수비축구를 선호하는 카펠로 감독이 이끄는 러시아와 공격축구를 선호하는 할릴호지치 감독이 이끄는 알제리가 어찌 팀 컬러가 같을 수 있겠는가? 전혀 스타일이 다른 팀과 대결하는 이상 당연히 홍명보도 전술에 변화를 줘야 했다. 특히 알제리는 한국한테도 패배하면 그 즉시 2패로 탈락이 확정되는 위기에 몰렸기 때문에 어떻게든 한국은 꼭 이겨야 했고 그 때문에 할릴호지치는 벨기에전과 비교해서 무려 5명이나 선발 라인업을 바꾸고 공격적인 선수들을 대거 출전시켜 초기에 승부를 내겠다는 변화를 주었다. 하지만 홍명보는 이 문제에 너무나도 안일하게 대처했다.
그 결과 빠른 템포로 몰아치는 알제리의 공격에 정신없이 난타당하며 우왕좌왕하다 슈팅 1번 제대로 날려보지도 못하고 그대로 0 : 3으로 크게 뒤진 채 전반전을 마쳤다. 러시아전에서 1실점만 할 수 있었던 건 특별히 한국의 수비가 대폭 보강되었다기보다도 앞서 말했듯이 카펠로 감독이 선호하는 전술적 특성 덕분이었다. 이 대회의 한국과 러시아는 기본적으로 경기를 풀어나가는 스타일이 유사해 두 팀 모두 안정적인 수비를 바탕으로 역습 위주의 플레이를 펼쳤기 때문에 러시아의 공격 템포는 알제리에 비해 확연히 느렸고 라인을 내리고 경기했기에 큰 위기 상황이 초래되지 않았던 것이다. 그럼에도 불구하고 홍명보는 마치 자신의 전술이 적중해서 잘한 것으로 착각을 했는지 경기 종료 후 인터뷰에서 "가나전은 과정이었기 때문에 전혀 중요한 게임이 아니었다. 오직 러시아전에 모든 포커스를 맞추고 준비해 왔다."고 말했고 언론들도 홍명보를 아주 아름답게 포장해주었다. 물론 결과만 놓고 보면 그 전 경기인 가나전에 비해 월등히 잘했지만 가나와 러시아는 스타일이 전혀 다른 팀이었고 러시아는 안정적인 수비를 바탕으로 역습 위주의 플레이를 펼치는 팀이었기에 라인을 올리는데 소극적이어서 위협적인 장면이 거의 안 나왔던 것 뿐이었지 홍명보가 특별히 잘 해서가 아니었다. 더군다나 러시아를 이겼으면 몰라도 결국 선제골을 넣고 불과 6분 뒤에 수비 실책으로 동점골을 먹고 비겼다. 이런 수비 집중력 저하 문제는 홍명보호 초기부터 그 때까지 전혀 개선되지 않은 상태였다. 즉, 결과가 생각보다 좋았다고 해서 의기양양하게 "가나전은 전혀 중요한 게임이 아니었다."고 말할 입장이 아니었다는 뜻이다.
그런 러시아와 달리 이 날의 알제리는 초반부터 라인을 올리고 빠른 템포로 사정없이 공격을 감행했고 그 탓에 한국 선수들은 러시아전과는 전혀 다른 알제리전의 분위기에 맥을 못추며 우왕좌왕 헤맸던 것이다. 그나마 후반전에는 어느 정도 정신을 차린 듯한데 이미 전반전에만 3골이나 내주었기에 뒤집거나 따라잡기가 너무나도 어려워진 뒤였다. 4년 후의 월드컵에서는 독일이 한국을 만만하게 여기고 대비를 거의 안하다시피 했다가 한국한테 그것도 후반 추가시간에 집중적으로 실점을 당해 0 : 2 완패를 겪으며 결국 조별리그 탈락까지 당한 일이 있었다. 이것은 결국 월드컵에서 절대적인 약체가 결코 존재하지 않으며 준비를 소홀히 하고 적을 가볍게 여기거나 우습게 보면 제아무리 우승후보라고 해도 약체라고 평가받은 팀에게 뜻밖의 패배를 당할 수 있다는 것을 엄중히 경고하는 것이었다.

### 대한축구협회의 무능과 부패
대한축구협회의 무능과 부패 문제 역시 이 사태의 상당 부분을 차지하고 있었다. 다른 감독이 완성한 연령별 국가대표팀만 지휘하면서 본인이 스스로 팀을 완성한 적이 없는 홍명보가 성인 국가대표팀 감독으로 선임된 배경에는 바로 대한축구협회의 부정부패 문제가 한몫했다. 대한축구협회의 부정부패 문제가 대두되기 시작한 것은 지난 2010년부터였다.

## 반응과 경기 후

### 대한민국
대승을 거둘 것으로 예상되었던 알제리와의 경기에서 뜻밖에 2 : 4로 패배하면서 대한민국은 위기에 몰렸다. 물론 아직 탈락이 확정된 것은 아니었고 산술적으로 16강 진출은 아직 가능했다. 하지만 어디까지나 산술적인 계산으로만 가능하다는 게 문제였다. 한국이 16강에 가기 위해선 2차전까지 득실 차가 -2였기 때문에 최종전 상대 벨기에를 반드시 2골 차 이상으로 이겨야 하고 러시아와 알제리의 경기 결과를 지켜봐야 했다. 벨기에와의 최종전을 앞둔 상황에서 대한민국 대표팀에 놓인 16강 진출의 경우의 수는 다음과 같았다.
- 벨기에와 비기거나 질 경우: 무조건 탈락
- 벨기에를 1점 차로 이길 경우: 무조건 탈락[주 6]

- 벨기에를 2점 차로 이길 경우
  - 러시아가 알제리를 1점 차로 이길 경우: 다득점 비교 후 16강 진출 여부 결정
  - 러시아가 알제리를 2점 차 이상으로 이길 경우: 무조건 탈락
  - 러시아와 알제리가 비길 경우: 무조건 탈락
  - 알제리가 승리할 경우: 무조건 탈락

- 벨기에를 3점 차 이상으로 이길 경우
  - 러시아가 알제리를 1점 차로 이길 경우: 16강 진출
  - 러시아가 알제리를 2점 차로 이길 경우: 다득점 비교 후 16강 진출 여부 결정
  - 러시아와 알제리가 비길 경우: 한국이 벨기에를 4점 차 이상으로 이길 경우엔 알제리와 다득점 혹은 골 득실 비교 후 16강 진출 여부 결정, 3점 차인 경우는 탈락
  - 알제리가 승리할 경우: 무조건 탈락

다시 말해 한국은 최종전에서 벨기에를 3 : 0 이상의 스코어로 이기고 같은 시각에 러시아가 알제리를 1 : 0 정도로 1골 차 승리를 거두어야만 16강에 오를 수 있는 아주 희박한 확률에 기대를 걸어야 하는 셈이 되었다. 이에 한국 축구팬들은 16강 진출에 대한 기대를 완전히 버리게 되었다. 어쨌든 한국은 벨기에와의 최종전을 치렀고 이 때는 홍명보 감독도 여론의 비판을 수용했는지 정성룡이 벤치로 들어가고 대신 김승규가 수문장으로 나섰다. 그리고 박주영 대신 김신욱이 원톱을 섰다. 벨기에는 이미 2승으로 16강 진출이 확정되었기에 2군들 위주로 경기에 나섰다. 한국은 알제리전보다는 더 나은 모습을 보였지만 고질적인 골 결정력 부족 때문에 좀처럼 벨기에의 골문을 열지 못했다. 전반 40분, 벨기에의 미드필더 스테번 드푸르가 김신욱의 다리를 밟는 반칙을 범하고 경고없이 즉각 퇴장을 당해 수적 우위까지 점했다. 그런데 후반전에서 홍명보 감독은 잘 뛰고 있던 손흥민과 김신욱을 빼고 김보경과 지동원을 투입하는 큰 실책을 범했다. 이는 결국 최악의 패착이 되었고 이 때부터 한국의 경기력은 급속도로 꼬이고 말았다. 교체 투입된 김보경과 지동원은 오히려 풀 타임 뛴 선수들보다 더 빨리 지쳐버리면서 팀에 아무런 도움을 주지 못했다. 실전 감각 저하 우려가 현실이 된 것이다. 결국 후반 33분, 한국은 얀 페르통언에게 결승골을 허용하며 벨기에한테 0 : 1로 지고 말았다. 이로써 한국은 최종 성적 무승 1무 2패, 3득점 6실점, 조 최하위로 탈락하였고, 1998년 FIFA 월드컵의 1무 2패 이후 최악의 성적을 거두고 말았다.

### 알제리
대한민국을 4 : 2로 격파한 알제리는 축제 분위기였다. 이 경기 전까지 알제리의 바히드 할릴호지치 감독은 언론의 십자포화를 맞으며 경질 위기까지 몰린 상황이었다. 하지만 한국을 상대로 4 : 2 승리를 거두자 하루아침에 할릴호지치 감독은 알제리의 영웅으로 급부상했고 언론, 축구협회와의 갈등도 단숨에 봉합되었다. 3차전 러시아와의 경기에선 먼저 선제골을 내주는 불리한 입장에 놓였으나 끝내 동점골을 터뜨리며 1 : 1로 비겨 1승 1무 1패(승점 4점)의 전적으로 벨기에에 이어 조 2위를 차지해 16강에 진출하는데 성공했다. 16강 상대는 32년 전 1982년 FIFA 월드컵에서 이른바 히혼의 수치로 불리는 악연으로 얽힌 독일이었다. 알제리는 약체라는 평가에도 불구하고 독일을 상대로 꽤 선전했고 독일은 요아힘 뢰프 감독의 포백 라인을 전부 센터백으로 구성하는 이른바 포터백 전술과 슈코드란 무스타피의 저조한 플레이 때문에 쉽게 이길 수 있는 경기를 어렵게 빙빙 돌아가며 고전했다. 그렇게 알제리는 전후반 90분 동안 0 : 0으로 버티는데 성공했고 경기는 연장전으로 흘렀다. 그러나 연장전에 비로소 한계가 찾아왔고 알제리는 연장 전반 2분에 안드레 쉬얼레에게 선제골을 허용하였고 연장 후반 15분에 메수트 외질에게마저 추가골을 허용하며 0 : 2로 끌려갔다. 경기 종료 직전에 압델무멘 자부가 1골을 만회했고 골 셀레브레이션도 마다한 채 빨리 공을 센터서클로 갖다 놓으며 어떻게든 동점골을 넣어보겠다고 나섰지만 결국 1 : 2로 석패해 32년 전의 악연을 끊는데 실패했다. 이 경기에서 압델무멘 자부의 골은 이 대회 모든 골을 통틀어 가장 늦은 시간에 터진 골이었다.
기대 이상의 성과에 알제리 축구 연맹은 할릴호지치 감독에게 재계약을 제안했으나 거절당하였고, 터키 쉬페르리그의 트라브존스포르 감독을 채용했다. 할릴호지치 감독이 떠난 이후 알제리는 다시 급속도로 아프리카의 약체 팀으로 전락하고 말았고, 2018년 FIFA 월드컵 지역예선에서도 탈락하고 말았다. 그와 함께 이 대회에서의 선전도 이젠 과거의 추억거리로만 남게 되었다.

## 같이 보기
- 대한민국 대 이란 (1996년 AFC 아시안컵)
- 네덜란드 대 대한민국 (1998년 FIFA 월드컵)
- 프랑스 대 세네갈 (2002년 FIFA 월드컵)
- 스페인 대 네덜란드 (2014년 FIFA 월드컵)
- 브라질 대 독일 (2014년 FIFA 월드컵)
- 스웨덴 대 이탈리아 (2018년 FIFA 월드컵 예선)
- 아르헨티나 대 크로아티아 (2018년 FIFA 월드컵)
- 대한민국 대 독일 (2018년 FIFA 월드컵)

### 내용주
1. ↑  당시 톱 시드로 선정된 팀은 개최국 브라질, 전 대회 우승국 스페인을 비롯해 콜롬비아, 우루과이, 스위스, 아르헨티나, 독일, 벨기에였다. 전력 상 톱 시드 팀들 중에선 스위스가 가장 약하고 그 다음으로 콜롬비아와 벨기에가 약하다는 평을 받았다.
2. ↑  포트 2에 속한 팀은 카메룬, 칠레, 코트디부아르, 에콰도르, 나이지리아, 가나, 알제리였고 포트 X로 이탈리아가 있었다. 그래서 포트 2 팀들 중에선 이탈리아가 걸리면 최악이었고 카메룬이나 알제리가 걸리면 최상이라고 여겼다.
3. ↑  이 포트에는 크로아티아, 네덜란드, 그리스, 잉글랜드, 프랑스, 보스니아 헤르체고비나, 포르투갈, 러시아가 속해 있어 오히려 톱 시드를 받은 유럽 팀들보다 더 전력이 강한 팀들이 다수 포진해 있었다. 이 중 그리스가 가장 약하다는 평을 받았고 그 다음이 러시아와 보스니아 헤르체고비나가 약하다는 평을 받았다.
4. ↑  참고로 당시 언론에서 전망했던 최상의 조 편성은 스위스 - 알제리 - 대한민국 - 그리스였다. 그 정도로 알제리는 당시 한국 언론에 굉장히 저평가를 받고 있었다.
5. ↑   후반 중반에 기성용의 중거리슛이 들어갔다면 또 경기 막판에 알제리 센터백 카를 메자니가 페널티 에어리어에서 손흥민을 넘어뜨린 것에 페널티킥을 주었다면 4 : 4 무승부도 가능했다.
6. ↑  2차전까지 러시아의 득실 차는 -1이었고 대한민국의 득실 차는 -2였다. 만일 한국이 벨기에를 1점 차로 이길 경우엔 한국은 승점 4점에 득실 차가 -1이 되지만 같은 시각 러시아가 알제리를 이기면 최소한 골 득실이 0이상이 되므로 득실 차에 밀려서 탈락이 확정된다. 만일 한국이 벨기에를 1점 차로 꺾고 같은 시각에 러시아와 알제리의 경기가 무승부가 될 경우 한국과 알제리가 승점 4점으로 동률이 되는데 그 경우 알제리의 골 득실이 +2, 한국이 -1이므로 역시 탈락한다. 알제리가 승리할 경우엔 승점 6점이 되므로 논할 필요도 없다.

### 참고주
1. ↑  허종호 (2014년 5월 28일). “[한국-튀니지] 홍명보, "박주영, 움직임과 컨디션 문제 없다는 것 확인"”. 《OSEN》.
2. ↑  이재호 (2014년 5월 28일). “[튀니지전]박주영의 75분, '슈팅 하나'에도 연계플레이 빛나”. 《스포츠한국》.
3. ↑  “2014 브라질 월드컵 공식 홈페이지 (대한민국 2-4 알제리 통계자료)” (PDF). 2016년 3월 3일에 원본 문서 (PDF)에서 보존된 문서. 2018년 11월 10일에 확인함.
4. ↑  이용훈 (2014년 10월 16일). “과르디올라 "티키타카 혐오한다" 발언 눈길”. 《골닷컴》.
5. ↑  “[윤성효의 월드컵 들여다보기] 알제리전 승리 해법”. 《부산일보》. 2014년 6월 21일.
6. ↑  “곽태휘 인터뷰, "알제리전 정보 파악 못해...선수들 투혼 실종" 왜?”. 《서울경제》. 2014년 7월 3일.
7. ↑  이준목 (2014년 6월 18일). “'무승부' 기록했지만... 홍명보호, 모든 것이 달라졌다”. 《오마이뉴스》.